# Луканины
Луканины — крупные мукомольные предприниматели Новониколаевска.

## Представители рода

### Иван Михайлович
Личный почётный гражданин, происходивший из мещан Уфы. Был одним из основателей мукомольного дела в Новониколаевске. В 1904 году с братом Александром на арендованном участке за рекой Каменкой соорудил мельницу, которая работала на паровой одноцилиндровой машине на четырёх осях, производила 600 000 пудов зерна в год и была снабжена электрическим освещением. В 1913 году сумма от производства мельницы составляла 1 млн рублей. На ней трудилось 14 человек с заработной платой 10-150 рублей. Пшеница для мельницы поставлялась преимущественно из Барнаула. В 1911 году И. М. Луканин был награждён серебряной медалью на Омской сельскохозяйственной выставке. В 1906 году И. М. Луканин с отцом М. Е. Луканиным учредили «Южно-Алтайскую мукомольную компанию» (основной капитал — 150 000 рублей). В 1910 году он утвердил проект другой паровой мельницы в Закаменской части города. Был одним из учредителей «Алтайского АО сельского хозяйства, промышленности и торговли» (основной капитал — 200 000 рублей). Избирался неоднократно в гласные Новониколаевской городской думы. Один из инициаторов скорейшего преобразования Новониколаевского посёлка в город и передачи ему кабинетских территорий. В феврале 1903 года вместе с Н. П. Литвиновым посещал Санкт-Петербург с целью переговоров с начальником земств и начальником Кабинета Его Императорского Величества об «устранении аренды и поступлении земли в собственность посёлка».

### Михаил Егорович
Родом из уфимских мещан. В мае 1904 года с родственником А. В. Луканиным начал постройку паровой мукомольной мельницы. В 1906 году с сыном Иваном Михайловичем учредил «Южно-Алтайскую мукомольную компанию». В ноябре 1910 года Михаил Егорович, его дочь З. М. Луканина, а также новониколаевский мещанин Н. А. Луканин (предположительно внук Михаила Егоровича) стали пайщиками товарищества чугунно-литейного и механического завода «Труд». Владел собственным магазином в доме Унжина на Базарной площади. Проживал на Кривощёковской улице Новониколаевска в собственном доме, в котором размещалась лавка. В 1907 году предприниматель избирался в комиссию для выработки решения об отдыхе служащих торговых заведений.

### Александр Михайлович
Личный почётный гражданин, родом из Уфы. В 1900 году с братом И. М. Луканиным построил мельницу за рекой Каменкой. В 1906 году соорудил в Новониколаевске ещё одну мельницу вместе с З. И. Фёдоровым. В 1904 году был утверждён помощником городского старосты И. Т. Сурикова. В 1907 году А. М. Луканин избирался в комиссию для выработки решения об отдыхе служащих торговых заведений. В 1904 году принадлежавшая ему недвижимость в Новониколаевске оценивалось в 300 000 рублей.

### Александр Васильевич
Личный почётный гражданин. Вместе с М. Е. Луканиным написал прошение о передаче им в аренду в Сосновской оброчной статье (2800 кв. саж.) земельных участков № 2 и № 3. Контракт заключён 1 июля 1905 года, за участок № 3 предприниматель внёс залог в 28 рублей, за участок № 2 перевёл ещё раньше — 3 июня 1905 года на имя царицынских купцов Н. Туркина и И. Дьякова.

### Александра Васильевна
В августе 1909 года сдавала в Центральной части города двухэтажное здание с амбарами и приусадебными участками товариществу механического завода «Труд» под склады и контору за арендную плату в 1200 рублей в год (на 5 лет). Владела в Новониколаевске двумя двухэтажными домами, один из них располагался на углу Александровской и Барнаульской, другой — на пересечении Александровской и Бийской улиц. Дом на Барнаульской улице был муниципализирован Советской властью в 1920 году и оценён в 95 338 рублей (по ценам 1920 года).

### О. Ф. Луканина
Вероятнее всего жена Михаила Егоровича Луканина. В Новониколаевске владела на Кривощёковской улице собственным домом, внесённым в 1920 году в список муниципализированных строений, оценивался в 25 020 рублей (по ценам 1920 года).